# Wilhelm I. (Sizilien)

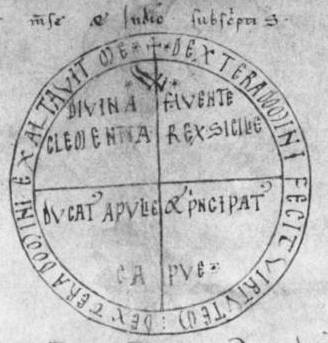
Rota Wilhelms auf Diplom für Erzbischof Hugo von Palermo, 1159 Juni

Wilhelm I. von Sizilien (auch Wilhelm der Böse genannt, nicht zeitgenössisch; * 1122; † 7. Mai 1166 in Palermo) aus dem Hause Hauteville war König von Sizilien.

## Familienverhältnisse
Wilhelm war der jüngste Sohn von Roger II. von Sizilien. Er wurde von seinem Vater an Ostern 1151 zum Mitregenten eingesetzt. Nach dem Tod seines Vaters am 26. Februar 1154 war er zwölf Jahre König von Sizilien.
Wilhelm war verheiratet mit Margarete von Navarra. Sein ältester Sohn, Roger, war von Juni 1156 bis zu seinem Tod im März 1161 Herzog von Apulien. Nachfolger wurde Wilhelm II. von Sizilien, dem auch nach dem Tode des älteren Bruders kein Titel verliehen wurde, während der jüngste Bruder, Heinrich († 1172), zum Fürsten von Capua ernannt wurde.

## Außenpolitik
Sein größter außenpolitischer Erfolg war der Friedensschluss mit Papst Hadrian IV. im Konkordat von Benevent im Juni 1156, der unter Ausklammerung der territorialen Streitfragen an der Nordgrenze des Königreiches eine fast vollständige Anerkennung der Vorrechte des sizilischen Königs gegenüber der Kirche brachte. Auch die Handels- und Rechtsschutzverträge mit Genua im November 1156 und Venedig (1155?) stärkten das normannische Reich.

## Innenpolitik

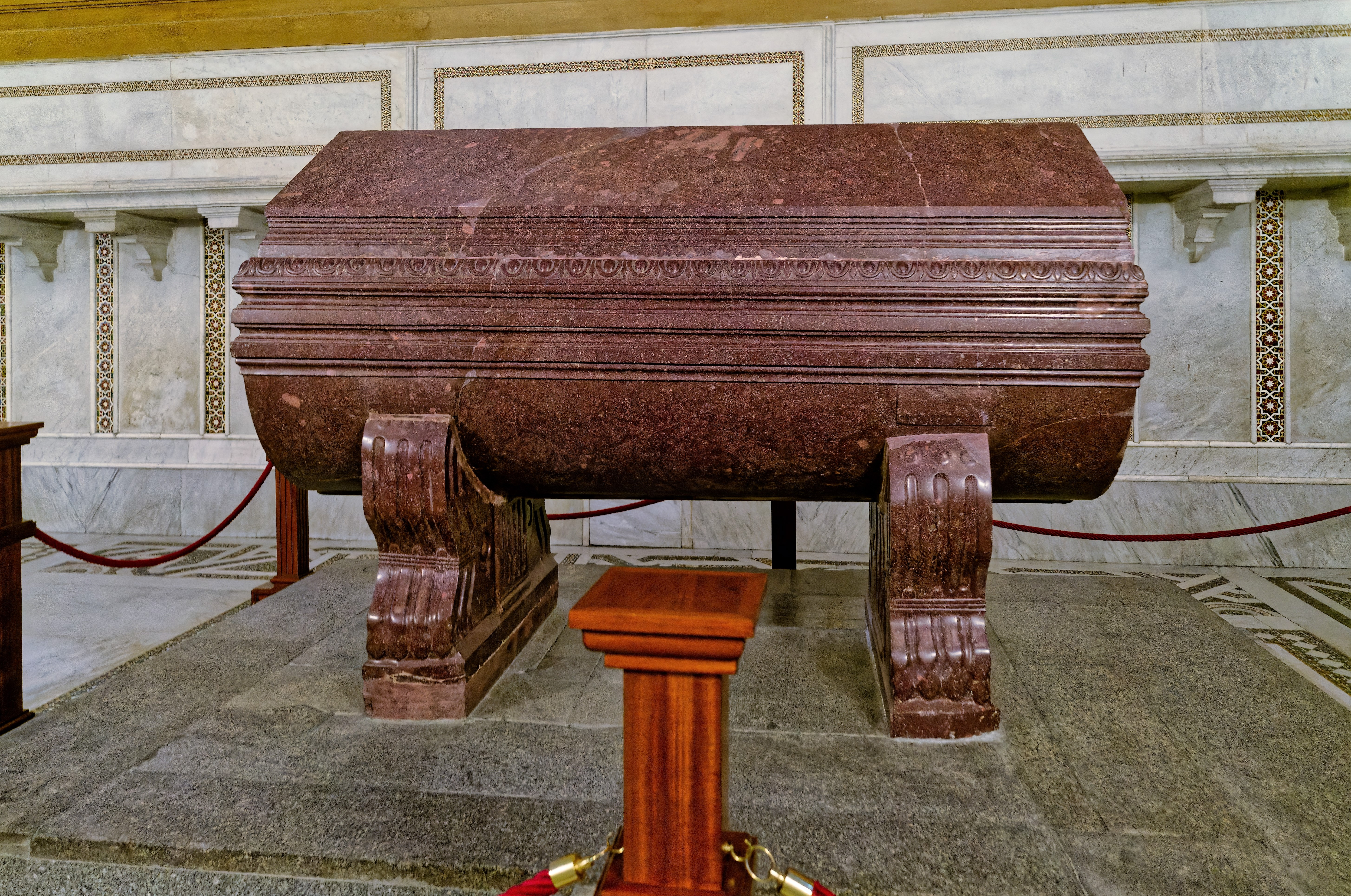
Sarkophag Wilhelms I. von Sizilien im Dom von Monreale

Innenpolitisch hatte er mit der Opposition des Adels zu kämpfen. Den apulischen Aufstand, der auch von Byzanz unterstützt wurde, hat er 1156 selbst niedergeschlagen: Bari wurde, mit Ausnahme der Basilika San Nicola, dem Erdboden gleichgemacht, die Bewohner vertrieben, einige Anführer verbannt, denen die Vormundschaftsregierung für Wilhelm II. die Rückkehr ermöglichte. Die Politik seines engsten Mitarbeiters Maio von Bari, dessen Karriere am Hof von Palermo bereits in den letzten Jahren Rogers II. begonnen hatte – unter Wilhelm wurde er zum ammiratus ammiratorum (Emir der Emire) –, löste in Palermo Unruhen aus, die zunächst zur Ermordung Maios im November 1160 führten. Im Frühjahr 1161 wurde der König mit seiner Familie sogar gefangen gesetzt. Die Verschwörer wollten Wilhelms Sohn Roger zum König erheben, der jedoch bei den Unruhen ums Leben kam. Nach kurzer Zeit kam Wilhelm wieder frei und konnte die Verschwörung unterdrücken.
Er ist in der Kathedrale von Monreale bestattet, wohin er aus der Capella Palatina überführt wurde.